# Mussaenda paludosa
Mussaenda paludosa är en måreväxtart som beskrevs av Ernest Marie Antoine Petit. Mussaenda paludosa ingår i släktet Mussaenda och familjen måreväxter. Inga underarter finns listade i Catalogue of Life.